# Furdenheim
Furdenheim település Franciaországban, Bas-Rhin megyében. Lakosainak száma 1563 fő (2022. január 1.). Furdenheim Quatzenheim, Osthoffen, Dahlenheim, Fessenheim-le-Bas, Handschuheim, Hurtigheim, Ittenheim és Marlenheim községekkel határos.

## Népesség
A település népességének változása:
| Lakosok száma | 1301 | 1320 | 1339 | 1315 | 1313 | 1366 | 1458 | 1507 | 1563 |
|               | 2013 | 2015 | 2016 | 2017 | 2018 | 2019 | 2020 | 2021 | 2022 |